# Ouratea maigualidae
Ouratea maigualidae är en tvåhjärtbladig växtart som beskrevs av Claude Henri Léon Sastre. Ouratea maigualidae ingår i släktet Ouratea och familjen Ochnaceae. Inga underarter finns listade i Catalogue of Life.